# Nettoprinzip
Das Nettoprinzip ist eine Ausnahme von dem Grundsatz, im Jahresabschluss sämtliche Aufwands- und Ertragspositionen gesondert, also ohne Saldierung, auszuweisen (Verrechnungsverbot).
Da die Aussagefähigkeit des Jahresabschlusses umso geringer wird, je größer die Zahl der Saldierungen und je unterschiedlicher die miteinander verrechneten Bilanz- bzw. Erfolgsposten sind, verlangt der Gesetzgeber in § 246 Abs. 2, § 275 Abs. 1 HGB grundsätzlich von allen Kaufleuten und Kapitalgesellschaften, sämtliche Vermögensgegenstände, Schulden, Rechnungsabgrenzungsposten sowie Aufwendungen und Erträge gesondert auszuweisen.
In einer nach dem Nettoprinzip aufgebauten Gewinn- und Verlustrechnung dürfen kleine und mittelgroße Kapitalgesellschaften (§ 267 Abs. 1 und 2 HGB) ausnahmsweise bestimmte Aufwendungen und Erträge verrechnen und zu einem Posten unter der Bezeichnung „Rohergebnis“ zusammenfassen (§ 276 Satz 1 HGB).
Das gilt für Posten gem. § 275 Abs. 2 Nr. 1 bis 5 HGB:
- Umsatzerlöse
- Erhöhung oder Verminderung des Bestands an fertigen und unfertigen Erzeugnissen
- andere aktivierte Eigenleistungen
- sonstige betriebliche Erträge und
- Aufwendungen für Roh-, Hilfs- und Betriebsstoffe und für bezogene Waren und Leistungen (Materialaufwand)

sowie für Posten gem. § 275 Abs. 3 Nr. 1 bis 3 und 6 HGB:
- Herstellungskosten der zur Erzielung der Umsatzerlöse erbrachten Leistungen
- Bruttoergebnis vom Umsatz und
- sonstige betriebliche Erträge.

Für Kleinstkapitalgesellschaften (§ 267a HGB) sind bei Anwendung des Gliederungsschemas des § 275 Abs. 5 HGB noch weitergehende Zusammenfassungen möglich (§ 276 Satz 2 HGB), insbesondere:
- sonstige Erträge (Zusammenfassung der Bestandsmehrungen an fertigen und unfertigen Erzeugnissen und aktivierte Eigenleistungen, sonstige betriebliche Erträge und finanzielle Erträge, etwa Zinserträge, Wertpapiererträge, Beteiligungserträge),
- sonstige Aufwendungen (Zusammenfassung der Bestandsminderungen an fertigen und unfertigen Erzeugnissen, die sonstigen betrieblichen Aufwendungen und die finanziellen Aufwendungen wie Zinsaufwendungen und Abschreibungen finanzieller Vermögensgegenstände).